# Stade Norberto-Tomaghello
Le stade Norberto-Tomaghello, est un stade de football inauguré en 1978 et situé à Florencio Varela (Buenos Aires) en Argentine.
Il accueille les matchs à domicile du club de Defensa y Justicia, évoluant en première division.

## Histoire
Le stade est inauguré le 26 février 1978, son propriétaire est le club Defensa y Justicia. En 1990, le stade est renommé d'après l'ancien président du club, Norberto Tomaghello.